# Garrosse
Garrosse est une ancienne commune du Sud-Ouest de la France, située dans le département des Landes (région Nouvelle-Aquitaine). Depuis le 1er janvier 2019, elle est une commune déléguée de Morcenx-la-Nouvelle.

## Géographie

### Localisation
Commune située dans la Grande-Lande en forêt des Landes.

### Communes limitrophes
Les communes limitrophes sont  Rion-des-Landes (d), Morcenx, Sindères et Solférino.
|                                                 | Solférino (par un quadripoint) |                               |
| Sindères (Morcenx-la-Nouvelle)                  | Garrosse                       | Morcenx (Morcenx-la-Nouvelle) |
| Onesse-Laharie, Lesperon, (par un quinquepoint) | Rion-des-Landes                |                               |

## Histoire
Le 1er janvier 2019, la commune fusionne avec Arjuzanx, Morcenx et Sindères pour former la commune nouvelle de Morcenx-la-Nouvelle dont la création est actée par un arrêté préfectoral du 16 novembre 2018.

## Politique et administration
| Période                                  | Période  | Identité           | Étiquette | Qualité                            |
| ---------------------------------------- | -------- | ------------------ | --------- | ---------------------------------- |
| 2008                                     | en cours | Rose-Marie Abraham | DVG       | Retraitée de l'Education nationale |
| mars 2001                                | 2008     | Louis Le Cuff      |           | Professeur en lycée professionnel  |
| 1977                                     | 2001     | Louis Nières       |           | Retraité                           |
| Les données manquantes sont à compléter. |          |                    |           |                                    |

## Démographie
| 1793 | 1800 | 1806 | 1821 | 1831 | 1836 | 1841 | 1846 | 1851 |
| ---- | ---- | ---- | ---- | ---- | ---- | ---- | ---- | ---- |
| 268  | 257  | 263  | 311  | 314  | 348  | 364  | 376  | 367  |

| 1856 | 1861 | 1866 | 1872 | 1876 | 1881 | 1886 | 1891 | 1896 |
| ---- | ---- | ---- | ---- | ---- | ---- | ---- | ---- | ---- |
| 378  | 405  | 415  | 442  | 461  | 412  | 420  | 414  | 436  |

| 1901 | 1906 | 1911 | 1921 | 1926 | 1931 | 1936 | 1946 | 1954 |
| ---- | ---- | ---- | ---- | ---- | ---- | ---- | ---- | ---- |
| 412  | 388  | 384  | 352  | 326  | 297  | 286  | 242  | 237  |

| 1962 | 1968 | 1975 | 1982 | 1990 | 1999 | 2004 | 2006 | 2009 |
| ---- | ---- | ---- | ---- | ---- | ---- | ---- | ---- | ---- |
| 255  | 233  | 208  | 247  | 285  | 298  | 326  | 334  | 315  |

| 2014 | 2016 | - | - | - | - | - | - | - |
| ---- | ---- | - | - | - | - | - | - | - |
| 294  | 279  | - | - | - | - | - | - | - |

## Lieux et monuments
- Église Saint-Martin de Garrosse.
- Fontaine Notre-Dame-des-Douleurs : une procession se rendait jadis à la source le lundi de Pentecôte et le troisième dimanche de septembre. Elle reste fréquentée de nos jours tout au long de l'année pour traiter les rhumatismes et les dérangements intestinaux. Son eau a une odeur fortement sulfureuse[8].

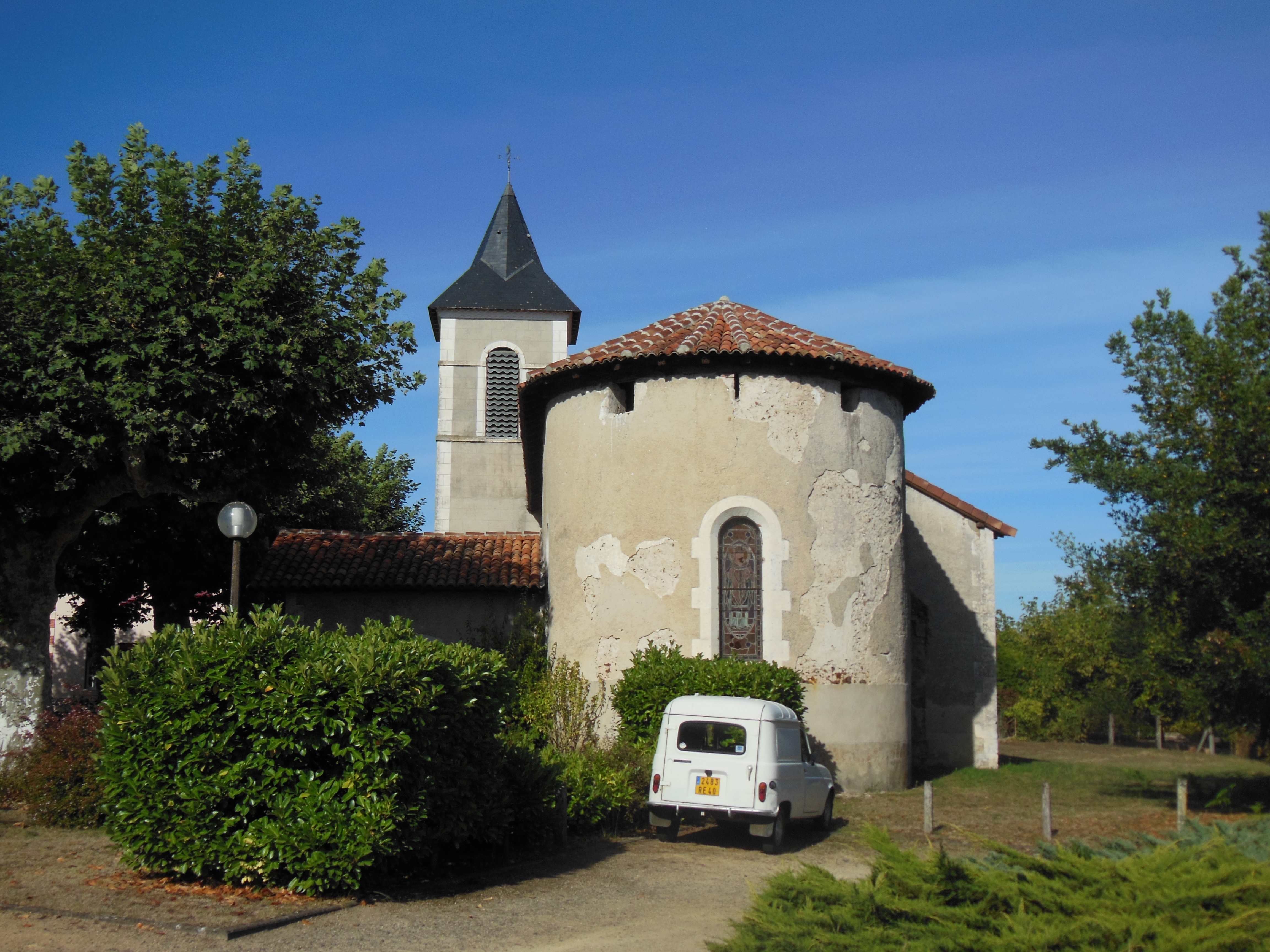
Église Saint-Martin de Garrosse.
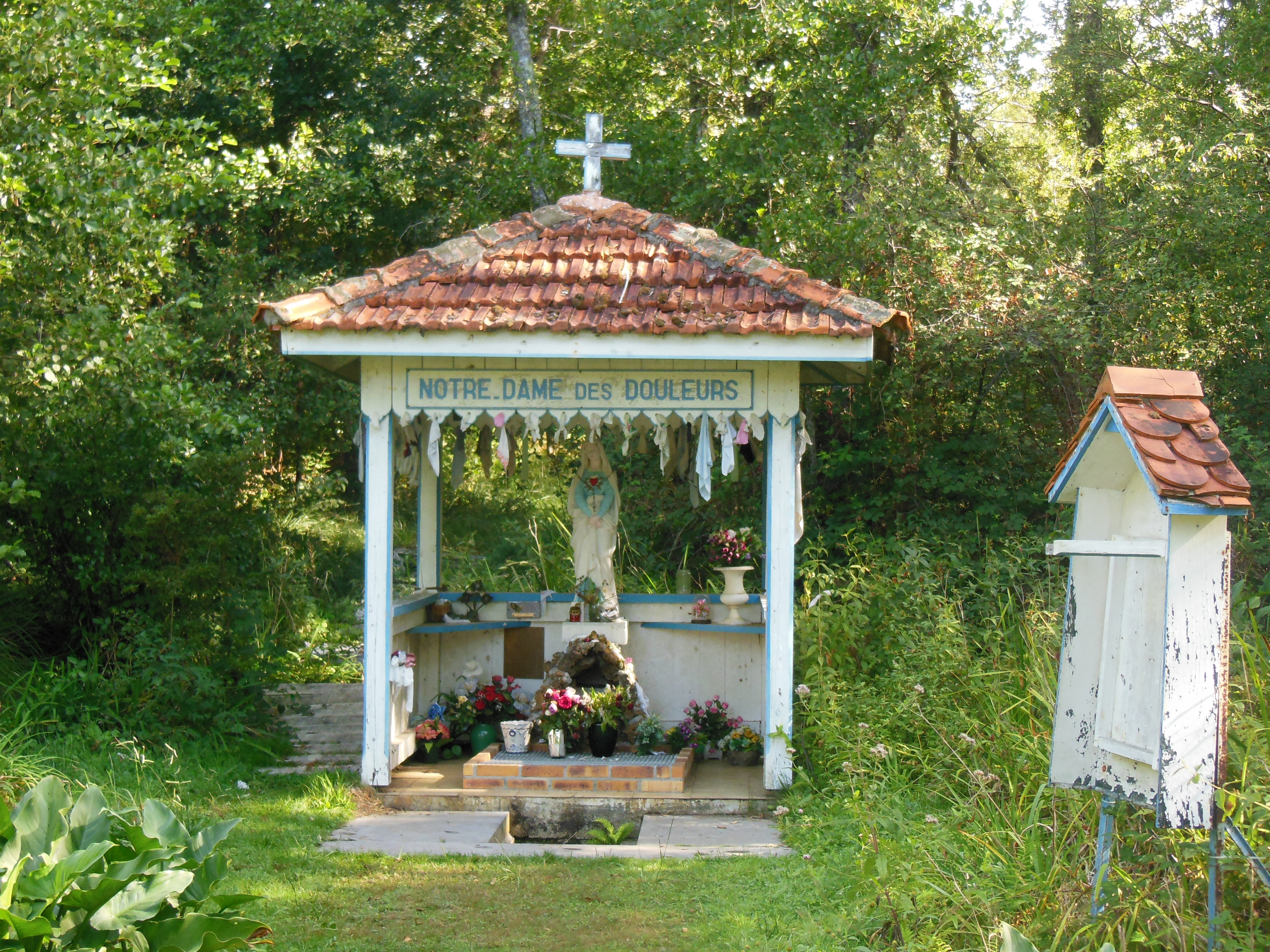
Fontaine Notre-Dame-des-Douleurs.

### Garrosse dans les arts
Dans le poème d’Aragon, Le Conscrit des cent villages, écrit comme acte de Résistance intellectuelle de manière clandestine au printemps 1943, pendant la Seconde Guerre mondiale, le poète se réfère à un village qu'il appelle Garosse. Ce village n'existe pas sous cette orthographe. 
Il peut donc s'agir de deux villages :
- Garos dans le département des Pyrénées-Atlantiques ;
- Garrosse dans le département des Landes.

## Personnalités liées à la commune
- François Batbedat (1745-1806), négociant et homme politique, implante et diffuse le pin sylvestre à partir de ses terres de Garrosse, dans les Landes de Gascogne.

## Pour approfondir